# Chantal de La Chauvinière-Riant
Chantal de La Chauvinière-Riant, née le 30 mai 1933 à l'Ambassade de France à Bruxelles, est une sculptrice et graveuse belge.

## Biographie
Chantal de La Chauvinière-Riant naît le 30 mai 1933 à Bruxelles. Elle fréquente l'académie des beaux-arts de Tunis et l'École Nationale d'Art Moderne de Paris. Elle participe au Salon des Artistes Français et au Salon d'Automne de Paris. Elle obtient une distinction pour ses gravures dans un concours. Elle réalise des bustes et des portraits-sculptures, qu'elle modèle en torolythe, une matière résineuse délicate. 
En 2003 Jacques Chirac dévoile une stèle de cette artiste, en hommage au chancelier Adenauer et au général de Gaulle. Elle réalise un bronze représentant le Général de Gaulle qui est dévoilé en 2010.

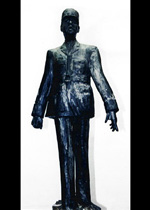
Charles de Gaulle